# Ryokan

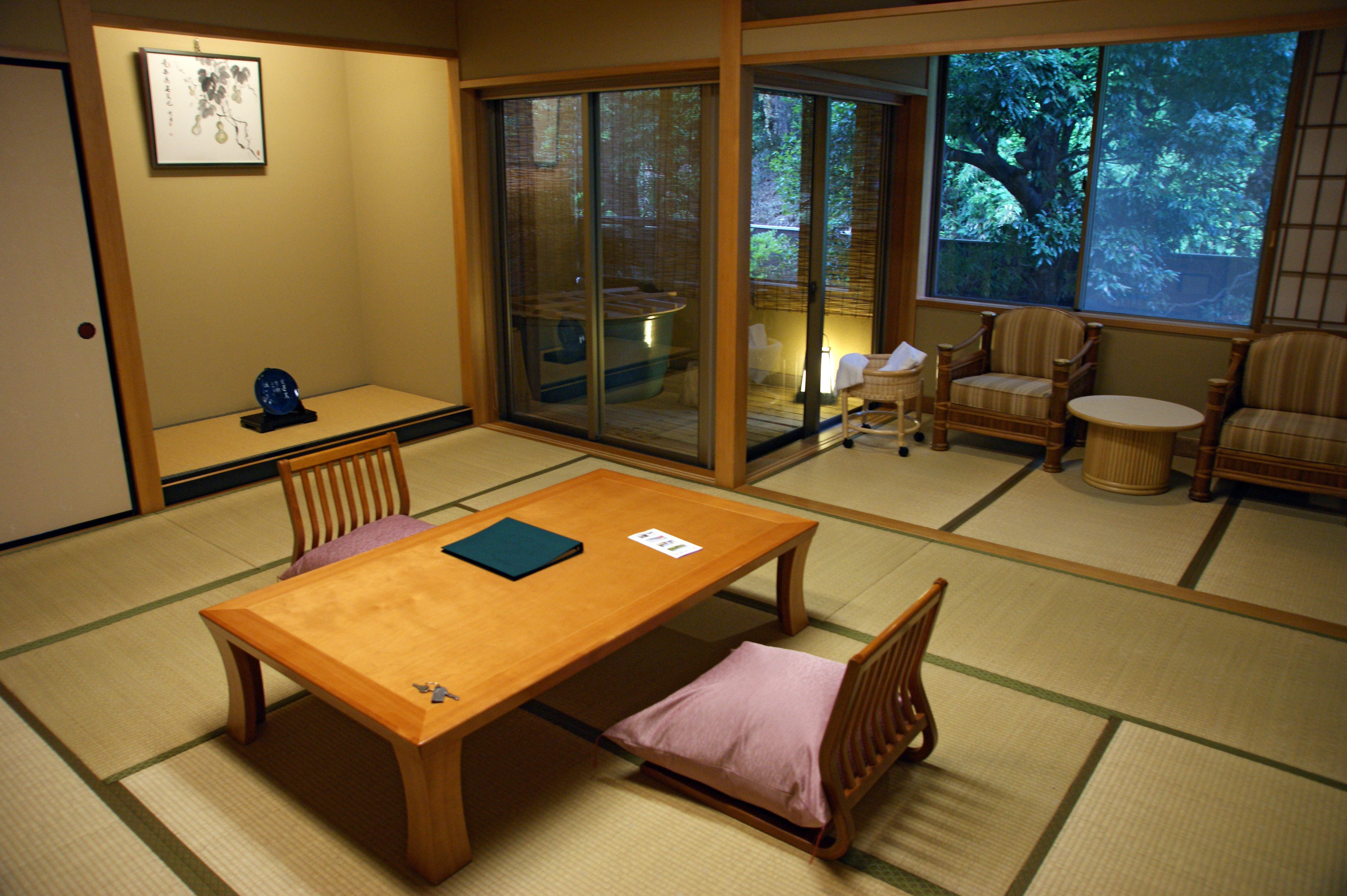
Ryokan

Ryokan (旅館) é uma hospedaria típica japonesa. Os visitantes dormem em quartos com nomes de flores, em um futon, no tatami, vestidos com o yukata. As diárias incluem o desjejum e o jantar típicos, servidos no quarto. Alguns ryokans têm fontes termais, também chamadas de onsen.

## Glossário
- Futon: espécie de colchão com alcochoados sobre o tatami;
- Tatami: esteira de junco;
- Yukata: quimono simples, usado para dormir ou relaxar